# Capitan Morgane e la tartaruga d'oro
Capitan Morgane e la tartaruga d'oro (Captain Morgane and the Golden Turtle) è un videogioco d'avventura sviluppato dalla Wizarbox, pubblicato dalla Reef Entertainment e distribuito dalla Halifax nel 2012 per PlayStation 3, Wii, Nintendo DS e Microsoft Windows. Il titolo permette al giocatore di controllare il personaggio di Morgane Castillo, che sogna di diventare la più temuta piratessa dei Caraibi.